# Christoph Sapovius
Christoph Sapovius (* um 1660 (?); † 21. August 1710 in Berlin) war ein Bildhauer in Danzig und Berlin. Als sein Vorname werden abweichend auch David, Johann oder Christof angegeben und von seinem Nachnamen gibt es zahlreiche Schreibweisen (Sapowius, Sappovius, Sappowius, Sopovius, Zappovius, Zappowius, Zapouius, Sapau, Sapow und Sapovi).

## Leben und Wirken
Sapovius stammte aus der Pfalz. 1680 findet er erstmals Erwähnung in den Kirchenbüchern der Reformierten St. Elisabethkirche in Danzig. Zwar gehörte er nie der Danziger Bildhauerzunft an und besaß nicht das Bürgerrecht, knüpfte aber enge Kontakte zu den Einheimischen. Er heiratete Concordia, geb. Kadau, deren Vater der Danziger Goldschmied Ernst Kadau war. Aus der Ehe gingen (mindestens) drei Töchter hervor. 1691 ließ Christoph Sapovius seine Tochter Concordia in der Elisabethkirche taufen, 1701 wurde er mit seiner Frau dort erwähnt.
Sapovius unterhielt eine kleine Werkstatt in Danzig und bildete auch Lehrlinge aus. Lange wurde vermutet, dass Sapovius der erste Lehrer von Andreas Schlüter gewesen sei, diese Rolle kommt aber wohl eher dessen gleichnamigem Vater zu. Es dürfte jedoch gelegentlich zur Zusammenarbeit zwischen Schlüter und Sapovius gekommen sein. So arbeitete um 1680/82 ein Bildhauer Sapovius an der neuen Königlichen Kapelle in Danzig, wie auch Andreas Schlüter. 1702 beantragte Andreas Schlüter die Einreise eines Johann Sapovius zum Umbau des Schlosses nach Berlin.
Spätestens seit 1704 lebte Christoph Sapovius in Berlin. Dort starb er 1710 nach zweijähriger Krankheit als königlicher Hofbildhauer.
Die Tochter Concordia heiratete 1711 den Bildhauer Anton Clasen in Berlin.